# Cleocir Bonetti
Cleocir Bonetti (ur. 6 sierpnia 1972 w São Valentim) – brazylijski duchowny katolicki, biskup Caçador od 2021.

## Życiorys
6 lutego 1999 otrzymał święcenia kapłańskie i został inkardynowany do diecezji Erexim. Był m.in. rektorem seminarium duchownego (2009–2014) oraz wikariuszem generalnym diecezji (2017–2021).
30 czerwca 2021 papież Franciszek mianował go biskupem diecezji Caçador. Sakry udzielił mu 12 września 2021 biskup José Gislon.